# Aloha Golf Club

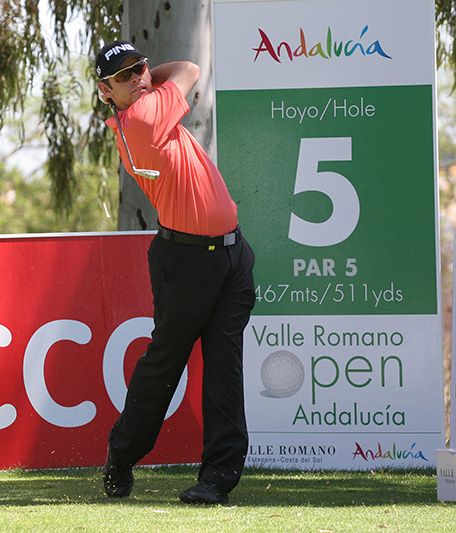
Louis Oosthuizen en el hoyo 5, par 5, del Open de Andalucía de 2007.

Aloha Golf Club es un club de golf privado, situado a 3 kilómetros tierra adentro de Puerto Banús y 8 kilómetros al oeste del núcleo urbano de Marbella, Andalucía, España. Fue fundado en 1975 y ha sido sede del Open de Andalucía del European Tour en 2007, 2008 y 2012, y del Open de España Femenino del Ladies European Tour en 2016 y 2019.

## Curso
El campo de golf diseñado por Javier Arana tiene una longitud total de 6.246 metros y destaca por sus estrechos fairways bordeados de árboles y numerosos lagos y arroyos. 
Los nombres de los hoyos son los siguientes: 
1. Miguel Angel Jimenez
2. Uresandi
3. Los Olivos
4. Cortavitarte
5. La Fuente
6. Prunus-Prisard
7. El Ruedo
8. Penablanca
9. El Jorobado
10. Javier Arana
11. Las Águilas
12. Cuidiao
13. El Algarrobo
14. Curlucho
15. Camino Ronda
16. Cancionero
17. Obelix
18. Vistos